# New Orleans Morial Convention Center
El Ernest Morial Convention Center, se encuentra en el centro de Nueva Orleans, Luisiana, Estados Unidos. El extremo inferior del edificio uno se encuentra a 500 m (1640 pies) río arriba de Canal Street, a orillas del Río Misisipi. Lleva el nombre del exalcalde de Nueva Orleans Ernest Nathan Morial.
Tiene alrededor de 102 000 m² (1,1 millones de pies cuadrados) de espacio de exhibición, que cubre casi 11 bloques, y más de 280 000 m² (3 millones de pies cuadrados) de espacio total. El frente del edificio principal tiene 1 kilómetro de largo.

## Historia
El centro se planificó a partir del año 1978. Es la quinta instalación más grande de su tipo en los Estados Unidos y, a principios del 2005, era la segunda más concurrida. La primera parte del edificio se construyó como parte de la Exposición Mundial de Luisiana de 1984; una serie de adiciones en décadas posteriores expandieron el centro río arriba. El complejo recibió su nombre en honor a Ernest N. Morial, el primer alcalde afroamericano de la ciudad, en 1992. En 2008, el centro pasó a llamarse Centro de convenciones New Orleans Morial para enfatizar su ubicación en Nueva Orleans.
Del 26 al 27 de agosto del 2005, Wheel of Fortune vino a grabar tres semanas de espectáculos en el centro de convenciones. Pero como el huracán Katrina amenazaba la zona, cancelaron la última semana para poder evacuar.[cita requerida]
Después de Katrina, el Centro de Convenciones fue el segundo refugio más importante para los sobrevivientes, después del Superdomo de Luisiana.[cita requerida]
Después de servir como clínica médica temporal durante algún tiempo, la estructura nuevamente comenzó a recibir convenciones a principios del 2006, incluida la Asociación Estadounidense de Bibliotecas.[cita requerida]

### Renovación del Complejo
El Centro de Convenciones terminó una renovación completa de las instalaciones en noviembre del 2006. Un proyecto de expansión previamente programado, que agregaría 524 000 pies cuadrados (48 700 m²) de espacio de exhibición en un nuevo edificio, se retrasó temporalmente. Las renovaciones de 2006 incluyeron la creación del New Orleans Theatre de 4032 asientos, una sala de conciertos utilizada principalmente para conciertos, espectáculos teatrales de Broadway y otros eventos especiales.

## Eventos
- NBA All-Star Celebrity Game.
- All-Star Game de la NBA 2014.[3]
- PFL 8, evento de artes marciales mixtas
- Miss Universo 2022 14 de enero del 2023.[4]